# 116 Clique
116 Clique (pronunciado one one six click [uno-uno-seis clic]) es un colectivo estadounidense de hip hop cristiano del sur de Dallas, Texas, firmado con Reach Records. Se compone principalmente de artistas de Reach Records, pero también contiene artistas de otros sellos. 116 Clique lleva el nombre del versículo bíblico Romanos 1:16: "Porque no me avergüenzo del evangelio: porque es el poder de Dios para salvación a todo aquel que cree; al judío primero, y también al gentil". Para ellos significa reconocer el poder del Evangelio y el llamado divino de proclamarlo en cada área de sus vidas. "Podemos dar nuestras vidas para servir y glorificar a Dios en todo lo que hacemos".
Man Up estaba destinado a su lanzamiento el 23 de julio de 2011. Sin embargo, la fecha oficial de lanzamiento se retrasó al 27 de septiembre de 2011. Una película correspondiente, dirigida por el exmiembro Sho Baraka, se hizo para mostrar la importancia de un hombre piadoso. La gira Man Up Movie & Concert Series tuvo lugar en ciudades seleccionadas donde los fanáticos pudieron ver una proyección de Man Up seguido de un concierto con canciones de la banda sonora.

## Discografía
Debutó con The Compilation Album en 2005, DJ Primo remezcló las grabaciones originales al año siguiente con The Compilation Album: Chopped and Screwed. El álbum remix fue lanzado en 2006 e incluía cuatro pistas adicionales. En 2007 lanzaron 13 Letters, el nombre del álbum que representa las 13 cartas que Pablo escribió a los cristianos del primer siglo. En 2011 lanzaron el álbum recopilatorio Man Up. Lanzaron un sencillo, "Come Alive", basado en su Unashamed Tour 2012, y en 2013, lanzaron "Now They Know", basada en Unashamed Tour V. El 23 de noviembre de 2018, se lanzó un álbum digital de Navidad, titulado "The Gift: A Christmas Compilation", que se puso a disposición a través de la mayoría de los servicios de transmisión principales. Summer 19 fue lanzado el 19 de julio de 2019.
El año 2020, inició con un tema lanzado el 16 de enero, que por su numerología 1-16, es tomado como el día del grupo musical. Dicho tema se llama "Live Forever" y anuncia en forma encriptada en el vídeo oficial, la firma de Hulvey, nuevo integrante de Reach Records. En posteriores meses, se anunció una alianza con No Apologies Music, sello de Cardec Drums para el lanzamiento de un álbum en español que reuniera los artistas de Reach (116) con artistas latinos como Funky, Manny Montes, Niko Eme, Tommy Royale, entre otros.

### Álbumes
| Año                                              | Título | Máximas posiciones | Máximas posiciones |
| Año                                              | Título | U.S. Gospel        | U.S. Christ.       |
| ------------------------------------------------ | --- | ------------------ | ------------------ |
| 2005                                             | The Compilation Album - Primer álbum recopilatorio - Lanzado: 27 de diciembre de 2005 - Discográfica: Reach Records                                            | —                  | —                  |
| 2006                                             | The Compilation Album: Chopped & Screwed - Primer álbum de remezcla - Lanzamiento: 6 de julio de 2006 - Discográfica: Reach Records - Remezclados por DJ Primo | —                  | —                  |
| 2007                                             | 13 Letters - Segundo álbum recopilatorio - Lanzamiento: 19 de junio de 2007 - Discográfica: Reach Records                                                      | 10                 | 29                 |
| 2011                                             | Man Up - Tercer álbum recopilatorio - Lanzamiento: 27 de septiembre de 2011 - Discográfica: Reach Records                                                      | —                  | —                  |
| 2018                                             | The Gift: A Christmas Compilation - Primer álbum navideño - Lanzamiento: 23 de noviembre de 2018 - Discográfica: Reach Records                                 | —                  | 27                 |
| 2019                                             | Summer 19 - Lanzamiento: 19 de julio de 2019 - Discográfica: Reach Records                                                                                     | —                  | —                  |
| 2020                                             | Sin Vergüenza - Primer álbum en español - Lanzamiento: 23 de octubre de 2020                                                                                   | —                  | —                  |
| 2021                                             | Summer 2021 - Lanzamiento: agosto 13, 2021 - Discográfica: Reach Records                                                                                       |                    |                    |
| "—" denota que no tuvo posiciones en carteleras. | |                    |                    |

### EP
| Año                                                         | Título                                                                              | Máximas posiciones | Máximas posiciones |
| Año                                                         | Título                                                                              | U.S. Gospel        | U.S. Christ.       |
| ----------------------------------------------------------- | ----------------------------------------------------------------------------------- | ------------------ | ------------------ |
| 2007                                                        | Amped - Primer EP - Lanzamiento: 28 de agosto de 2007 - Discográfica: Reach Records | 24                 | —                  |
| "—" denota lanzamientos que no alcanzaron posiciones altas. |                                                                                     |                    |                    |

### Sencillos
- "Man Up Anthem" por Lecrae, KB, Trip Lee, Tedashii, Sho Baraka, PRo & Andy Mineo (2011)[19]
- "Come Alive" por Lecrae, KB, Andy Mineo, Trip Lee, Tedashii, Derek Minor (2012)[20]
- "Now They Know" por Lecrae, Andy Mineo, KB, Tedashii & Derek Minor (2013)[21]
- "Light Work" por Andy Mineo, 1K Phew, Tedashii, WHATUPRG, Lecrae, Trip Lee & Cass (2018)[22]
- "California Dreamin'" - Lecrae y John Givez (2019)
- "Big Wave" - Lecrae y Parris Chariz (2019)
- "Live Forever" por 1K Phew, Aaron Cole, Hulvey, Tedashii, Tommy Royale, Trip Lee & Wande (2020)[23]
- "La Fiesta" por Lecrae & Funky (2020)[24]

### Vídeos musicales
- "116 Clique Video"
- "Man Up Anthem"
- "Now They Know"
- "Big Wave"
- "Live Forever"
- "La Fiesta"

## Conciertos
En 2008, Trip Lee, Sho Baraka y Tedashii realizaron la gira Unashamed. En 2010, Lecrae, Tedashii, Trip Lee, Sho Baraka, PRo y DJ Official participaron en el Unashamed Tour 2010. Lecrae estuvo en el Mission Cruise 2011 (Cruise with a Cause) del 30 de mayo al 4 de junio de 2011.
- Unashamed (Summer 2008) Lecrae, Tedashii, Trip Lee, Sho Baraka[25]
- Don't Waste Your Life Tour' (Summer 2009) Lecrae, Tedashii, Trip Lee, Sho Baraka, con Flame como invitado especial.
- Unashamed 2010: The Movement (Fall 2010) Lecrae, PRo, Tedashii, Trip Lee, Sho Baraka, DJ Official[26]
- Man Up: Movie & Concert Series (Fall 2011) Lecrae, PRo, Tedashii, KB, Sho Baraka, Trip Lee y Andy Mineo
- Unashamed Tour 2012: Come Alive (Fall 2012) Lecrae, Trip Lee, Tedashii, Derek Minor (anteriormente, conocido como PRo), KB, Andy Mineo, con Propaganda y Thi'sl como invitados especiales.[27][28]
- Unashamed Tour V (Fall 2013) Lecrae, Tedashii, Derek Minor, KB y Andy Mineo, con Swoope como invitado especial.